# Серебряный тренер
«Серебряный тренер» — советский спортивный фильм 1963 года снятый Киностудии им. Довженко режиссёром Виктором Ивченко по оригинальному сценарию Георгия Кушниренко опубликованному годом ранее в журнале «Физкультура и спорт».

## Сюжет
Еще в тридцатых годах Антон Лутенко (Михаил Кузнецов) вынужден был уехать из Львова. Когда он был за границей началась война, во время которой погибла его жена, пропала без вести дочь Таня. И ему незачем было возвращаться. Он остался за границей — в Италии, где стал известным тренером по спортивной гимнастике. Итальянка Джулия стала его импресарио, другом и женой.
Однажды он видит на обложке советского журнала фотографию молодой гимнастки, мастера спорта Татьяны Лутенко. Он считает, что возможно это его пропавшая в войну без вести дочь. Как только выдаётся случай, он с командой итальянских гимнастов летит во Львов…

История человека разыскивающего дочь, пережившего за время короткого визита во Львов радостный, хотя и болезненный процесс восстановления своих кровных связей с родиной, превратилась у Кузнецова в рассказ об усталом, больном ностальгией, хотя внешне и благополучно живущем человеке.
Однако, выясняется, что Таня — не его дочь. Но Лутенко решает не возвращаться в Италию — он остаётся на родине, и не только потому, что все всё же надеется найти свою дочь, но и потому что может реализовать себя как тренера именно в СССР, где спорт не является объектом спекуляции и торговли.

## В ролях
- Михаил Кузнецов — Антон Лутенко, тренер по спортивной гимнастике
- Нинель Мышкова — Джулия, итальянка, жена и импресарио тренера Антона Лутенко
- Алефтина Евдокимова — Таня Лутенко, гимнастка, мастер спорта
- Вячеслав Шалевич — Лёня Волошин, студент
- Сергей Ляхницкий — Кравчук, тренер
- Анатолий Соловьёв — Зимовец, тренер
- Юнона Яковченко — Света, студентка, подруга Тани Лученко
- Пётр Довгаль — Павел Петрович, профессор, преподаватель
- Аркадий Гашинский — Доменико, итальянский импресарио
- Г. Гаврикова — Лючана, итальянская гимнастка
- Валерий Бессараб — итальянский спортсмен
- Константин Степанков — итальянский чиновник
- Николай Яковченко — бухгалтер
- Мария Капнист — служанка
- Леся Кривицкая — эпизод
- Анна Пекарская — эпизод
- и другие

## Критика
Рецензентами фильм был не просто раскритикован в журнале «Искусство кино», но даже высмеян в сатирическим журнале «Крокодил»:

фильм «Серебряный тренер» поразил меня архаичной игрой актеров, в манере Веры Холодной, пышной безвкусицей оформления и унылым разжевыванием зрителю немногих, впрочем, очень благородных, мыслей, заложенных в сценарии. Помпезная сентиментальность — так можно было бы определить стиль этого произведения.— Н. П. Акимов, журнал «Искусство кино», 1964 год

По неизвестным причинам чувство юмора изменило работникам киностудии имени Довженко, и они выпустили фильм «Серебряный тренер» на «полном сурьезе» … Более того, ситуация настолько печальна, что Серебряный тренер не раз подносит к глазам платочек. Но (сказать откровенно?) нам, как зрителям, следовать его примеру не хотелось. Наоборот, хотелось язвительно улыбаться по поводу дешёвой сентиментальности, псевдозначительности актёрских реплик и по разным другим поводам.— журнал «Крокодил», 1967
При критике фильма, однако, была положительно отмечена игра исполнителя главной роли актёра Михаила Кузнецова:

Картина эта не обладает сколько-нибудь значительными достоинствами, но тем более удивительно мастерство актёра, сумевшего преодолеть и надуманность сюжета, и сентиминтальность ситуации…— Актеры советского кино, Том 2. — М.: Искусство, 1966. — стр. 124

## Интересный факт
Отмечается, что при рассмотрении фильма отдельного анализа заслуживает национальный аспект — в этом снятом в Киеве фильме почему-то показано и пропущено цензурой невозможное: Украинская ССР позиционирована как самостоятельное государство — выступает на международных соревнованиях под своим флагом и гимном.